# One-Two-GO Airlines
One-Two-Go Airlines – nieistniejąca tajska tania linia lotnicza z siedzibą w Bangkoku. Głównym węzłem był port lotniczy Bangkok-Don Muang.